# Forêt domaniale de la Côte sous le Vent
La forêt domaniale de la Côte sous le Vent est une forêt littorale de l'Ouest de l'île de La Réunion, département d'outre-mer français dans le Sud-Ouest de l'océan Indien. Forêt domaniale toute en longueur, elle sépare la baie de Saint-Paul du centre-ville de la commune de Saint-Paul, dont elle relève. En son centre passe l'embouchure de l'étang de Saint-Paul.
Une partie de cette forêt constitue la réserve naturelle nationale de l’étang de Saint-Paul, zone humide  qui possède l’ensemble le plus diversifié de groupements végétaux marécageux et notamment la seule prairie de Cyperus Papyrus de l’île.